# Luna 22

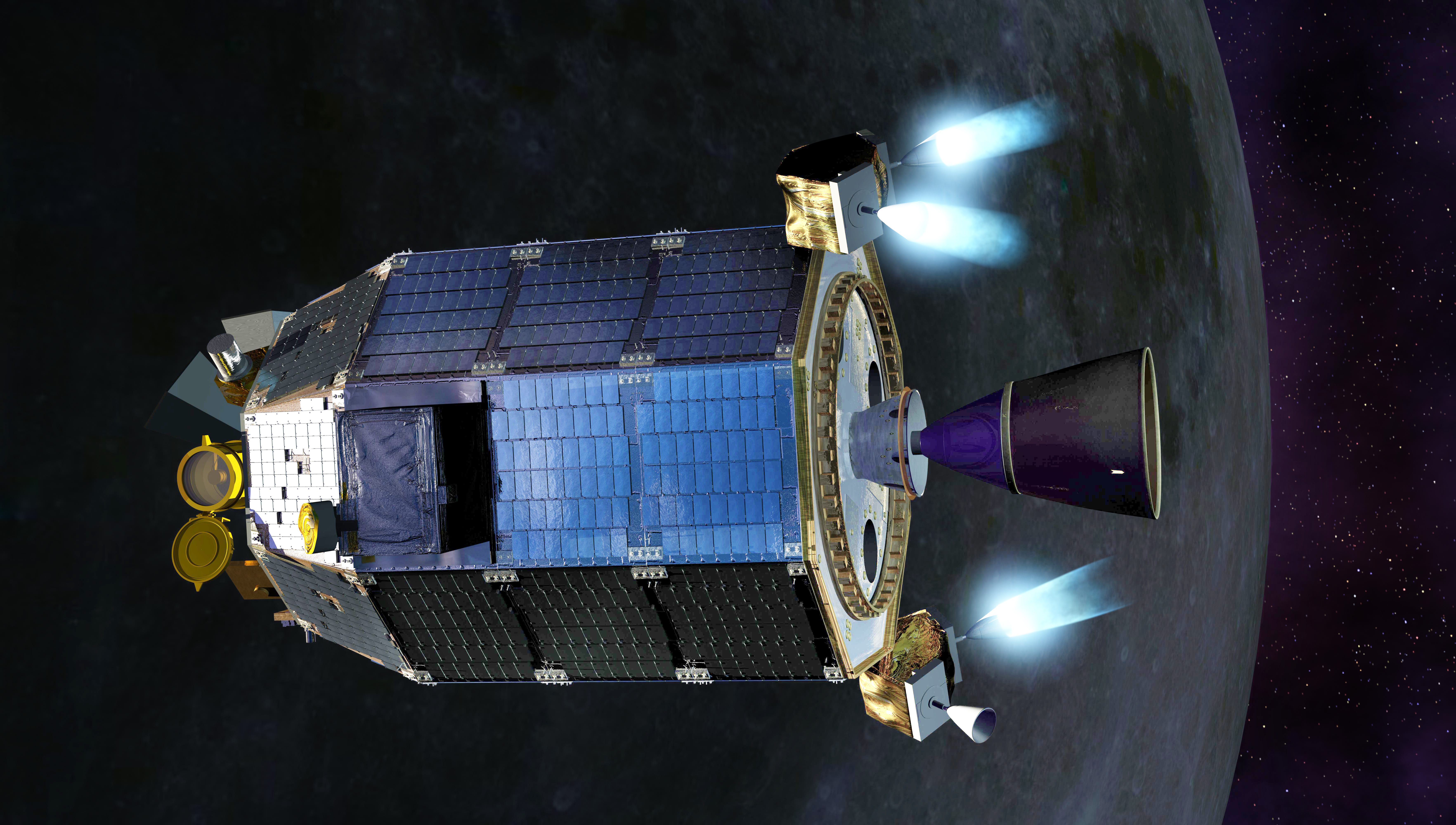
Luna 22

Luna 22 (series Ye-8-LS) là một nhiệm vụ không người lái, một phần của chương trình Luna của Liên Xô, còn được gọi là Lunik 22.
Luna 22 là một nhiệm vụ thực hiện bay quỹ đạo quanh mặt trăng. Tàu vũ trụ mang theo camera chụp ảnh và cũng có mục tiêu nghiên cứu từ trường của mặt trăng, phát xạ tia gamma bề mặt và thành phần của đất đá bề mặt mặt trăng, và trường hấp dẫn, cũng như các thiên thạch nhỏ và tia vũ trụ. Luna 22 được phóng vào quỹ đạo chờ quanh Trái Đất và sau đó đẩy lên quỹ đạo Mặt trăng. Nó được đưa vào một quỹ đạo mặt trăng vào ngày 2 tháng 6 năm 1974. Tàu vũ trụ thực hiện nhiều điều chỉnh quỹ đạo trong suốt vòng đời 18 tháng nhằm tối ưu hóa hoạt động của các thí nghiệm khác nhau, làm giảm độ cao đến 25 km. Nhiên liệu đã cạn kiệt vào ngày 2 tháng 9 và nhiệm vụ đã kết thúc vào đầu tháng 11.
Luna 22 là tàu vũ trụ thứ hai trong số hai quỹ đạo "tiên tiến" (đầu tiên là Luna 19) được thiết kế để tiến hành các cuộc khảo sát khoa học sâu rộng từ quỹ đạo. Ra mắt khoảng một năm sau khi chấm dứt hoạt động Lunokhod 2 trên mặt trăng, Luna 20 đã thực hiện một đợt điều chỉnh giữa sân bay trên Mặt trăng vào ngày 30 tháng 5 trước khi vào quỹ đạo mặt trăng vào ngày 2 tháng 6 năm 1974. Các tham số quỹ đạo ban đầu là 219 × 222 km tại Độ nghiêng 19 ° 35 '. Ngoài nhiệm vụ chính về chụp ảnh bề mặt, Luna 22 còn thực hiện các cuộc điều tra để xác định thành phần hóa học của mặt trăng, ghi lại hoạt động thiên thạch, tìm kiếm từ trường mặt trăng, đo bức xạ mặt trời và vũ trụ. cánh đồng. Thông qua các thay đổi quỹ đạo khác nhau, Luna 22 đã thực hiện mà không gặp bất kỳ vấn đề gì và tiếp tục trả lại ảnh mười lăm tháng trong nhiệm vụ, mặc dù nhiệm vụ chính của nó đã kết thúc vào ngày 2 tháng 4 năm 1975. Động cơ đẩy của tàu vũ trụ cuối cùng đã cạn kiệt vào ngày 2 tháng 9. chính thức chấm dứt nhiệm vụ vào đầu tháng 11 năm 1975.